# 西之台遺跡
西之台遺跡（にしのだいいせき）は、東京都小金井市前原町三丁目および中町四丁目にある後期旧石器時代から縄文時代にかけての複合遺跡である。

## 遺跡の概要
後期旧石器時代～縄文時代の集落遺跡である。とくに後期旧石器時代は立川ローム層中に計13層の遺物包含層が検出された複合遺跡であり、武蔵野台地の編年の確立に寄与した。縄文時代については草創期の土器と、早期の炉穴が出土しているほか、前期～後期の各時期の土器、および中期勝坂式期の土偶脚部が出土している。
武蔵野台地の南端、国分寺崖線に面して立地し、湧水が形成したノッチ状地形を囲む∩字状の範囲に広がる。標高は65～68m。ノッチ部分には現在、小金井街道が南北に縦貫し、遺跡範囲はほぼ宅地および商業地となっている。道路を挟み西側にA地点、東側にB地点、C地点が位置する。
近隣には、国分寺崖線に沿って西側にはけうえ遺跡、平代坂遺跡・前原横穴墓、東側に中山谷遺跡があり、野川流域遺跡群を構成する。北側の台地平坦部には本町六丁目遺跡がある。

## 調査の歴史
1953年に武蔵野郷土館（当時）の吉田格により発見され、1955年、1957年、1965年に発掘調査が行われた結果、後期旧石器時代のA～C地点が確認された。
1973年～1974年にマンション建設等に先立ちB地点の発掘調査が行なわれ、立川ロームⅢ層～Ⅹ層まで13層の後期旧石器時代の文化層と、縄文時代の遺構・遺物が検出された。また1975年に民間ビルの建設に先立ちA地点の発掘調査（第2次調査）が行われ立川ロームⅣ層中に後期旧石器時代の文化層が検出された。

## 主な遺構
- 石器集中部（ブロック）
- 礫群
- 配石
- 炭化物集中部
- 炉穴
- 集石

## 主な出土品
- ナイフ形石器
- 石槍（槍先形尖頭器）
- 細石器（細石刃・細石刃核）
- スクレイパー
- 有舌（有茎）尖頭器
- 石鏃
- スタンプ形石器
- 縄文土器 - 隆起線文土器、撚糸文土器、押型文土器、浮島式、黒浜式、諸磯式、十三菩提式、五領ヶ台式、勝坂式、阿玉台式、加曾利E式

## 遺跡の変遷

### 後期旧石器時代

#### 初頭
B地点X層が該当する。剥片石器と礫器の組み合わせが特徴的とされ、ナイフ形石器出現以前の段階と位置づけられることが多い。
- Ⅹ層：石器227点、うちスクレイパー（楔形石器含む）16点、錐状石器4点、使用痕剥片4点、石核15点、剥片125点、砕片30点、礫器（スクレブロ含む）17点、ハンマー9点、磨石1点、台石6点。剥片石器は大半がチャート製で、安山岩なども利用している。

#### 前半期
B地点Ⅸ層・Ⅶ層・Ⅵ層・Ⅴ下層が該当する。
- Ⅸ層：石器64点、うちナイフ形石器1点、台形石器1点、スクレイパー1点、使用痕剥片2点、石核3点、剥片41点、砕片12点、礫器2点、ハンマー1点。大半が流紋岩製である。黒曜石2点の産地分析の結果は、小深沢産1点、柏峠産1点であった[7]。
- Ⅶ層：石器90点、うちナイフ形石器5点、スクレイパー3点、ドリル1点、使用痕剥片2点、石核6点、剥片70点、砕片1点、礫器2点。凝灰岩、安山岩を多く利用している。黒曜石2点の産地分析の結果は、小深沢産1点、柏峠産1点であった[7]。
- Ⅵ層：石器92点、うちナイフ形石器5点、スクレイパー4点、使用痕剥片3点、石核4点、石核打面再生剥片8点、剥片36点、砕片4点、礫器3点、磨石2点、台石1点。流紋岩、凝灰岩製が多く、黒曜石、安山岩なども利用している。礫群1基を伴う。
- Ⅴ下層：石器21点、うちナイフ形石器1点、スクレイパー1点、石核1点、剥片8点、砕片3点、礫器3点、ハンマー1点、磨石2点、台石1点。剥片石器は黒曜石、チャート、頁岩などを利用している。黒曜石3点の産地分析の結果は、全て小深沢産であった[7]。礫群1基を伴う。

#### 後半期
A地点（第1次調査、第2次調査）、B地点Ⅴ上層・Ⅳ下層・Ⅳ中層・Ⅳ上層が該当する。B地点Ⅳ上層は石刃を素材とする二側縁加工のナイフ形石器を主体とする後半期中葉、その他は基部加工・切出形など多様な形態のナイフ形石器が認められる後半期前葉に位置づけられる。
- A地点Ⅳ層：第2次調査では基部加工、切出形のナイフ形石器と角錐状石器、スクレイパー（刃部円形掻器）が出土している。礫群からみて複数の文化層に分けられると考えられる。第1次調査は立川ローム層の標準考古学層序の確立前であったが、第2次調査の所見からみてⅣ層中の出土であったと考えられる。
- Ⅴ上層：石器は磨石のみ9点が出土した。礫群2期を伴う。
- Ⅳ下層：石器945点が5ヵ所の集中部から出土した。内訳はナイフ形石器22点、台形石器7点、角錐状石器6点、スクレイパー15点、ドリル5点、使用痕剥片24点、石核48点、剥片547点、砕片249点、礫器9点、ハンマー5点、磨石8点。凝灰岩製のものが大半を占め、他に黒曜石、安山岩、チャートも利用している。黒曜石117点の産地分析の結果は、柏峠産53点、畑宿産41点、小深沢産13点、星ヶ塔産8点、麦草峠産1点、高原山産1点であった[7]。礫群18基を伴う。
- Ⅳ中層：石器232点が3カ所の集中部から出土した。内訳はナイフ形石器10点、石槍3点、角錐状石器1点、スクレイパー5点、使用痕剥片3点、石核8点、剥片134点、砕片62点、礫器3点、ハンマー1点、磨石1点。大半が黒曜石製である。黒曜石19点の産地分析の結果は、柏峠産16点、星ヶ塔産2点、小深沢産1点であった[7]。
- Ⅳ上層：石器1450点が5ヵ所の集中部から出土した。内訳はナイフ形石器45点、スクレイパー9点、使用痕剥片11点、石核17点、石核打面再生剥片6点、剥片333点、砕片1024点、礫器3点、ハンマー1点、磨石1点。粘板岩製がもっとも多く、次いでチャート、安山岩なども利用している。黒曜石11点の産地分析の結果は、小深沢産4点、柏峠産2点、星ヶ塔産2点、男女倉産2点、畑宿産1点であった[7]。

#### 終末期
B地点Ⅲ下層・Ⅲ中層・Ⅲ上層が該当する。Ⅲ中層は細石器、Ⅲ上層は大型尖頭器の石器群である。Ⅲ下層は示標石器不明。
- Ⅲ下層：石器116点、うちスクレイパー2点、使用痕剥片1点、石核5点、剥片82点、砕片18点、礫器7点、ハンマー1点。安山岩を主体とし、硬質頁岩、黒曜石なども利用している。黒曜石24点の産地分析の結果は、星ヶ塔産14点、小深沢産9点、その他信州系1点であった[7]。礫群1基を伴う。
- Ⅲ中層：石器600点、うち細石核1点、細石刃65点、細石核打面再生剥片7点、石槍1点、石鏃様石器1点、スクレイパー1点、使用痕剥片5点、石核3点、剥片71点、砕片149点、磨石1点。大半が黒曜石製である。計48点の産地分析の結果、黒曜石は神津島産33点、柏峠産8点、畑宿産4点、小深沢産2点、星ヶ塔産1点であった[7]。礫群、配石は伴わない。分布上、Ⅲ上層と重なるが、石材と石器種別により区分されたものである。石鏃様石器は有形三角形鏃に類似し、同時期には他に類例がない。
- Ⅲ上層：石器94点、うち石槍12点、削器7点、使用痕剥片2点、石核5点、剥片38点、砕片19点、礫器9点、磨石1点。大半が安山岩製である。礫群1基、配石2期を伴う。石槍の形態からみて縄文時代草創期の隆起線文土器に伴う可能性がある。

### 縄文時代

#### 草創期
B地点で隆起線文土器片が1点出土している。前述のとおり後期旧石器時代Ⅲ上層石器群は縄文時代草創期に位置づけられる可能性がある。

#### 早期
B地点で撚糸文土器、押型文土器、沈線文土器、条痕文土器が出土している。撚糸文土器は稲荷原式が多い。多数出土したスタンプ形石器や、22基検出された炉穴もこの時期のものと考えられる。

### 専門書籍・論文
- 小田静夫『日本の旧石器文化』同成社、東京、2003年5月。ISBN 4886212743。
- 小田静夫・キーリC.T.『日本旧石器文化の編年』国際基督教大学考古学研究センター、東京、1979年。

### 発掘調査報告書
- 東京都教育委員会『小金井市西之台遺跡B地点』 7巻〈東京都埋蔵文化財調査報告〉、1980年3月（原著1980年3月）。 NCID BN07226652。
- 吉田格「東京都北多摩郡小金井町西之台遺跡発掘報告」『武蔵野』231・232、武蔵野文化協会、東京、1957年。
- 吉田格「小金井市西之台無土器時代遺跡」『小金井市誌編纂資料』第8巻、小金井市史編さん委員会、東京、1967年。